# Трепонт (Долина Аосте)
Трепонт је насеље у Италији у округу Долина Аосте, региону Долина Аосте.
Према процени из 2011. у насељу је живело 122 становника. Насеље се налази на надморској висини од 678 м.